# Tomeu Llompart Coll
Bartolomeu "Tomeu" Llompart Coll (nascut el 6 d'octubre de 1944) és un futbolista mallorquí retirat que va jugar com a defensa central i posteriorment ha fet d'entrenador.
La major part dels seus dies de joc els va passar a l'Elx CF (13 temporades, 11 de les quals a La Lliga, on va acumular un total de 252 partits –el millor de la història del club– i quatre gols), mentre que la seva carrera entrenador va estar molt lligada al Mallorca, en diferents rols.

## Carrera de jugador
Nascut a Inca, Mallorca, Llompart va fitxar per l'Elx CF el 1964 amb 19 anys, després de passar una temporada a Segona Divisió amb el club local CD Constancia. Va debutar a la Lliga el 20 de setembre de 1964 en una derrota a casa per 0-1 davant el Sevilla FC, marcant el seu primer gol a la competició aproximadament un any després, contra el mateix rival (1-1, mateix lloc).
Ja com a capità, Llompart, que va jugar 125 partits consecutius al màxim nivell amb el seu principal club, va ajudar a tenir presència a la final de la Copa del Generalíssim de 1969, perduda contra l'Athletic Club. Contra el mateix rival i també a la Copa del Rei, l'any 1977, va patir una lesió a la tíbia que gairebé va acabar amb la seva carrera, amb gairebé 33 anys.

## Carrera d'entrenador
La carrera d'entrenador de Llompart va durar quatre dècades, la seva primera etapa va ser a l'Elx Club de Futbol Il·licità el 1977. La campanya 1990–91 va treballar primer amb els professionals, descendint de segona divisió amb l'Oriola Deportiva CF tot i que va portar l'equip a la sisena posició, per irregularitats financeres.
L'any 1992, Llompart va tornar a les seves Illes Balears natal i es va incorporar al cos tècnic del RCD Mallorca, passant a treballar a l'organització durant els següents 14 anys, com a entrenador interí, entrenador de l'equip B i ajudant de la plantilla principal. A finals de la temporada 1996–97 va substituir Víctor Muñoz al capdavant d'aquest últim, i finalment va acabar tercer i va ascendir a la màxima categoria en els playoffs, davant el Rayo Vallecano.
L'any 2010–11, Llompart va entrenar el Torrellano Illice CF a Tercera Divisió. La temporada següent es va incorporar a l'antic equip ilicitano, ascendint des dels campionats regionals al primer intent.